# Phyllodromica paludicola
Phyllodromica paludicola är en kackerlacksart som beskrevs av Bohn 1992. Phyllodromica paludicola ingår i släktet Phyllodromica och familjen småkackerlackor.
Artens utbredningsområde är Spanien. Inga underarter finns listade i Catalogue of Life.